# Поляничко Віктор Петрович
Віктор Петрович Поляничко (9 березня 1937, місто Ростов-на-Дону, тепер Російська Федерація — загинув 1 серпня 1993, село Тарське, Північна Осетія, Російська Федерація) — радянський і російський партійний діяч, 2-й секретар ЦК КП Азербайджану, заступника голови Ради міністрів Російської Федерації. Член ЦК КПРС у 1990—1991 роках. Народний депутат Азербайджанської РСР. Народний депутат СРСР (1989—1991). Кандидат історичних наук (1973).

## Життєпис
Батько помер через декілька місяців після народження Віктора. Під час німецько-радянської війни перебував з родиною в евакуації в Чечено-Інгуській АРСР.
У 1952—1955 роках — слюсар-складальник заводу «Ростсільмаш» у Ростові-на-Дону.
У 1955—1956 роках — літературний співробітник районної газети в Московській області.
З 1956 по 1959 рік служив у Радянській армії.
Член КПРС з 1959 року.
У 1959 році направлений виконробом — начальником комсомольського штабу ударного комсомольського будівництва Гайського гірничо-збагачувального комбінату Оренбурзької області.
У 1959—1964 роках — 1-й секретар Орського міського комітету ВЛКСМ Оренбурзької області.
У 1962 році закінчив факультет журналістики Московського державного університету імені Ломоносова.
У 1964—1965 роках — відповідальний організатор ЦК ВЛКСМ у Москві.
У 1965—1971 роках — 1-й секретар Челябінського обласного комітету ВЛКСМ.
У 1971—1972 роках — секретар Челябінського міського комітету КПРС.
У 1972—1978 роках — секретар Оренбурзького обласного комітету КПРС.
У 1973 році захистив кандидатську дисертацію на тему «Діяльність партійних та комсомольських організацій з комуністичного виховання робітничої молоді в період між XXIII та XXIV з'їздами КПРС».
У 1978—1985 роках — завідувач сектору, інспектор відділу пропаганди ЦК КПРС.
У 1985—1988 роках працював в Афганістані радником ЦК КПРС при Політбюро ЦК НДПА (політичний радник Бабрака Кармаля та Наджибули).
13 листопада 1988 — 1991 року — 2-й секретар ЦК КП Азербайджану.
З 1990 по 1991 рік — керівник Азербайджанського республіканського «Оргкомітету із Нагірно-Карабаської автономної області (НКАО)». 
У 1991 році повернувся до Москви, займався бізнесом. Член Спілки журналістів РРФСР.
З 26 червня по 1 серпня 1993 року — голова Тимчасової адміністрації на територіях Моздоцького району, Приміського району та прилеглих до нього місцевостях Північної Осетії та Малгобецького та Назранівського районів Інгушетії в ранзі заступника голови Ради міністрів — Уряду Російської Федерації.
Загинув 1 серпня 1993 року внаслідок терористичного акту біля села Тарське в Північній Осетії. Службову машину, на якій він прямував на переговори з осетинськими польовими командирами, було обстріляно невідомими. У тілі Віктора Поляничка судмедексперти виявили 15 вогнепальних ран.
Похований на Новодівочому цвинтарі міста Москви.

## Нагороди
- два ордени Трудового Червоного Прапора (1967, 1988)
- орден Дружби народів (14.11.1980)
- орден «Знак Пошани» (1967)
- орден «За особисту мужність» (4.08.1993, посмертно)
- медаль «За доблесну працю. В ознаменування 100-річчя з дня народження Володимира Ілліча Леніна» (1970)
- медаль «За освоєння цілинних земель» (1966)
- Почесний громадянин міст Оренбурга, Орська, Гая (24.06.1993)